# Ras il-Wardija
Ras il-Wardija es un promontorio en los límites de San Lawrenz, en la costa suroeste de Gozo, Malta. Contiene los restos de un santuario púnico-romano, que fue excavado por arqueólogos italianos en la década de 1960. El área es de propiedad privada y actualmente se encuentra en un estado ruinoso.

## El sitio
Probablemente, Ras il-Wardija fue habitado por primera vez en la Edad del Bronce, alrededor del 1500 a. C. Alrededor del siglo III a. C., durante el período púnico, se estableció un complejo religioso (probablemente un ninfeo) en la zona. Dado que el sitio es claramente visible desde el mar, también podría haber servido como faro para los barcos que viajaban entre las islas maltesas y el norte de África.
El sitio permaneció en uso durante todo el período romano. Las cruces talladas en las paredes sugieren que el sitio finalmente se convirtió en un lugar de culto cristiano. El sitio permaneció en uso hasta alrededor del siglo IV d. C. Pudo haber existido una ermita en la zona durante la época medieval.
Los principales elementos estructurales del sitio son:
- una cámara rectangular excavada en la roca, con varios nichos en las paredes
- un pasillo excavado en la roca en forma de T que conduce a la cámara
- un depósito de agua y un pozo en forma de campana, ambos excavados en la roca
- los restos de una estructura externa de mampostería que incluye un altar

La estructura de mampostería tiene algunas similitudes con los restos del santuario púnico-romano de Tas-Silġ en Marsaxlokk.

## Excavaciones e historia reciente
El área alrededor de Ras il-Wardija se utilizó con fines defensivos durante la Segunda Guerra Mundial. El sitio fue excavado por primera vez por la Missione Archaeologica Italiana a Malta (Misión Arqueológica de Malta) entre 1964 y 1967. El templo estaba bien conservado hasta las excavaciones, pero desde entonces se ha deteriorado.
El 30 de marzo de 1988 se descubrió que se había robado un antiguo grafito tallado en una de las paredes del santuario. El grafito muestra una figura humana con los brazos extendidos, en forma de cruz. Se ha sugerido que la figura representa a la diosa púnica Tanit, pero también podría ser una representación medieval de una cruz cristiana. El grafito fue recuperado en junio de 2011 y ahora se exhibe en el Museo de Arqueología de Gozo en La Ciudadela.
El terreno en el que se encuentra el santuario es propiedad privada de George Spiteri, y es posible que se requiera permiso para acceder al sitio. Está incluido en el Inventario Nacional de Bienes Culturales de las Islas Maltesas.